# 牧野和夫 (国文学者)
牧野 和夫（まきの かずお、1949年3月25日 -  ）は、日本の国文学者。元実践女子大学教授。専門は日本中世文学。
東京都豊島区生まれ。東京都立小石川高等学校（東京都立小石川中等教育学校の前身）卒業、1971年に慶應義塾大学文学部国文科を卒業、1977年に同大学院博士課程単位取得満期退学。1983年、日本古典文学会賞受賞。1976年、慶應義塾高等学校教諭、1983年、東横学園女子短期大学助教授、1985年、実践女子大学文学部助教授、1992年同教授。2007年。「中世日本の書物・説話のネットワーク 地域・文化・舶載書類」で慶應義塾大学博士（文学）。漫画家たちが集ったトキワ荘のそばで育ち、のち記念碑設立の発起人となった。

## 著書
- 『中世の説話と学問』和泉書院 1991
- 『延慶本『平家物語』の説話と学問』思文閣出版 2005
- 『日本中世の説話・書物のネットワーク』和泉書院 2009

### 編著
- 『新潮古典文学アルバム 平家物語』編集　新潮社 1990
- 『聖徳太子伝記』編著　三弥井書店 伝承文学資料集成　1999

## 参考
- 『現代日本人名録』2002